# 折井理子
折井 理子（おりい もとこ、本名同じ、1985年10月7日 - ）は、日本の女優。身長155cm、血液型はAB型。

## 概要
東京都中野区出身。雙葉小学校附属幼稚園、雙葉小学校、雙葉中学校・高等学校卒業。中学・高校時代はミュージカル部に所属し、ミュージカル女優を目指す。桐朋学園大学音楽学部声楽科に入学し、イタリア・オペラなど声楽の基礎を学ぶ。音域は4オクターブ以上。東宝ミュージカルアカデミーに入学。ミュージカルの基礎を学ぶ。在学中、東宝ミュージカル『レ・ミゼラブル』のオーディションに合格。2007年、マテロット役で初舞台を踏む。その後、様々な舞台で活動中。
母は圭三プロダクション所属のフリーアナウンサー渡辺恭子。祖父の折井日向（ひゅうが）は、日本鋼管の専務取締役を務め、日本の戦後復興から高度成長期にかけての企業労使関係の第一人者として社会貢献した功績により勲四等旭日小綬章・野田功労賞を受け、アンドルー・ゴードンの著書『日本労使関係史』にもその名を連ねている。
現在、第1期中野区観光大使に就任中。

## 略歴
幼い頃から、歌うこと、踊ることが大好きだった。小学生の時の夏休みの宿題は、作詞作曲して自分で歌った曲を提出するほど。
小学6年生の時、バレエの発表会に来られなくなった父にお詫びでもらったチケットで、劇団四季ミュージカル『美女と野獣』を観劇。ミュージカルの世界に憧れる。中学高校時代、ミュージカル部に所属。様々な舞台を観劇する。
2004年、高校卒業後、桐朋学園大学音楽学部声楽科に入学。大島幾雄に師事し、声楽の基礎を学ぶ。第2学年在学中、東宝ミュージカルアカデミー第1期生オーディションに合格。2006年、東宝ミュージカルアカデミーに入学。演技経験がまったくない0からのスタートであったが、授業を熱心に受け、芝居を基本とし、歌ダンスなど、ミュージカルの基礎を一流の教師陣から学んだ。2007年、同卒業公演『レ・ミゼラブル』でコゼット役を演じる。同年、東宝ミュージカル『レ・ミゼラブル』のオーディションに合格。2007年『レ・ミゼラブル』にて、マテロット役で初舞台を踏む。ミュージカルの勉強を始めて1年、帝国劇場でプロデビュー。
その後、宮本亜門、鵜山仁といった演出家と出会いながら、様々な舞台で活動する。
2011年、『レ・ミゼラブル』のプリンシパルオーディションに合格。念願だったコゼット役を射止める。
毎年1度は、成長を見てほしいと、毎年ソロライブを決行している。ブログ「KEEP ON SINGIN'」は2007年4月に開設して以来、毎日、1日も欠かすことなく投稿している。ファンのコメントへの返事も欠かしたことがない。

## 趣味
映画鑑賞、舞台鑑賞。それぞれ年間60本ほど鑑賞する。

## 資格
英検準2級、漢検3級、書道師範免許、珠算3級、スキー3級、水泳1級、普通自動車免許

## 出演

### 舞台
- 「レ・ミゼラブル」ジョン・ケアード演出 マテロット役
  - (帝国劇場 2007年6月8日〜8月27日)
  - (博多座 2007年9月4日〜10月24日)
- 「トゥーランドット」宮本亜門演出
  - (赤坂ACTシアター 2008年3月27日〜4月27日)
  - (梅田芸術劇場メインホール 2008年5月2日〜5月9日)
  - (御園座 2008年5月13日〜5月22日)
- 「お月さまへようこそ」小林裕演出(Theater&Company COREDO 2008年12月14日〜12月16日)
- 「レ・ミゼラブル」ジョン・ケアード演出 マテロット役
  - (中日劇場 2009年3月3日〜3月29日)
  - (石川厚生年金会館 2009年4月11日〜4月12日)
  - (まつもと市民・芸術館 2009年4月17日〜4月19日)
  - (東京エレクトロンホール宮城 2009年4月23日〜4月26日)
- 「星の大地に降る涙」地球ゴージャスプロデュース クマリ役、少女役
  - (赤坂ACTシアター 2009年6月20日〜7月26日)
  - (札幌 道新ホール 2009年7月30日〜8月3日)
  - (梅田芸術劇場メインホール 2009年8月7日〜8月17日)
- 「レ・ミゼラブル」ジョン・ケアード演出 マテロット役 (帝国劇場 2009年10月6日〜11月20日)
- 「奇跡の人」竹内晶子演出 ヘレン・ケラー役 (Pure Stage 2009年12月27日)
- 「ルーベンスタイン・キス」鵜山仁演出 アンナ役 (銀座みゆき館 2010年3月26日〜3月29日)
- 「キャンディード」ジョン・ケアード演出 羊役、他(帝国劇場 2010年6月2日〜6月27日)
- 「レ・ミゼラブル」ジョン・ケアード演出 コゼット役 (帝国劇場 2011年4月8日〜6月12日)
- 「DRACULA」吉川徹演出[2]
  - (東京国際フォーラム ホールC 2011年8月20日〜9月11日)
  - (梅田芸術劇場 メインホール 2011年9月16日〜9月18日)
- 「海盗セブン」地球ゴージャスプロデュース シーサーメグ役
  - (赤坂ACTシアター 2012年3月8日〜4月22日)
  - (中京大学文化市民会館オーロラホール 2012年4月27日〜4月29日)
  - (新潟テルサ 2012年5月5日〜5月6日)
  - (福岡サンパレス 2012年5月12日〜5月14日)
  - (オリックス劇場 5月20日〜5月31日)
- 「ひめゆり」ミュージカル座 ふみ役 (シアター1010 2012年7月5日〜7月10日)
- 「カムイレラ」ミュージカル座 夏役 (六行会ホール 2012年9月20日〜9月26日)
- 「千と千尋の神隠し」ジョン・ケアード演出  (帝国劇場 2022年3月2日〜3月29日)
  - 「千と千尋の神隠しSpirited Away」ジョン・ケアード演出（帝国劇場 他、2024年3月11日〜8月24日）[3]
- 「ジェーン・エア」ジョン・ケアード演出（2023年3月、東京・東京芸術劇場 プレイハウス / 4月、大阪・梅田芸術劇場 シアター・ドラマシティ）[4]
- 「ダーウィン・ヤング 悪の起源」教授役、他（シアタークリｴ 2023年6月7日～6月25日、兵庫県立芸術文化センター 2023年6月30日～7月2日）
- 「回転木馬」ジュリー・ジョーダン役（2023年11月、四日市文化会館）
- 「雪の女王」ゲルダ役（ハーモニーホールふくい 大ホール、2026年2月20日〜23日〈予定〉）[5]

### 試演会、自主公演
- 「ラブレターズ」メリッサ役(小林裕演出試演会2006年4月)
- 「墨東綺譚」お玉役(山賀教弘演出試演会2006年4月)
- 「モーツァルト」アロイズィア役(小池修一郎ワークショップ2006年8月)
- 「見よ飛行機の高く飛べるを」杉坂初江役(小林裕演出試演会 2006年10月11日〜10月12日)
- 「屋根の上のヴァイオリン弾き」 ホーデル役(山田和也演出ミュージカル試演会2006年11月30日〜12月1日)
- 「レ・ミゼラブル」 コゼット役 東宝ミュージカルアカデミー卒業公演(東京芸術劇場中ホール 2007年3月17日〜3月18日)
- 「お気に召すまま」フィービー役 (小林裕演出自主公演 2007年12月1日)
- 「ブラッドブラザーズ」リンダ役、ライオンズ夫人役(海の日イベント 2008年7月21日)
- 「学園天国〜あったあった、馬鹿な青春!〜」(新宿村LIVE 2008年11月10日〜11月11日マリエ役)
- 「踊り明かそう」(小林裕演出 成人の日イベント 2009年1月12日)
- 「階段を半分降りたところ」詩人役(竹内晶子演出 成人の日イベント 2010年1月11日)

### ライヴ
- 折井理子初ソロライブ「First Live 〜Love&X’mas〜」(2008年12月13日)
- ソロライブ「Precious Time 〜Life&X’mas〜」(2009年12月6日)
- ソロライブ「IN MY LIFE」2010 (2010年12月12日〜12月13日)
- ソロライブ「IN MY LIFE」2011 (2011年1月23日)
- チャリティコンサート(ムジカーザ 2011年6月10日)
- 「同じ空の下で」(茅野市民館チャリティコンサート 2011年7月9日)
- 館林ライブ(2011年10月9日)
- 小津安二郎映画祭ライブ(茅野市民館 2011年10月29日)
- 幼稚園ライブ (2011年11月30日)
- 「ベタニアの家 チャリティコンサート」(練馬文化センター 2011年12月10日)
- 「DUET東京ライブ」(2011年12月11日)
- 松本ソロライブ「ミュージカルナンバーで綴るクリスマス・コンサート 2011」(松本ハーモニーホール 2011年12月23日)
- ソロライブ「折井理子Solo Live Vol.4〜いま私が伝えたいこと〜」

### 音楽
- 生きていくんだ!(ワンダー・フルワールド bassy第壱作品集)
- 深海魚(ワンダー・フルワールド bassy第壱作品集)
- 恋(Je m’appelle Monami 河谷萌奈美作曲 竹内晶子作詞)

### 映像
- JR東日本トレインチャンネル 「ビジネスに役立つしぐさの裏心理学」
- ベネッセ こどもちゃれんじ 「いっしょにあそぼう! 1歳はじめてDVD」
- JR東日本トレインチャンネル 「あの町この駅おでかけ帖」

### テレビ
- NHK 「おかあさんといっしょ」パジャマでおじゃま(1989年9月4日)
- NHK 「おかあさんといっしょ」(1990年2月27日)
- NHK 「きょうの料理」〜こどもつくる人気料理ハンバーガーとパック・デ・チョコ〜(1995年5月2日)
- テレビ東京 「ルビコンの決断」最終回拡大スペシャル 7万人の命を救った奇跡の医療器具 〜愛する娘が教えてくれた命のものづくり〜(2010年9月16日 佳美役)

### 雑誌
- レプリーク Bis
- 月刊「ミュージカル」